# Adhemarius globifer
Espèce
 Adhemarius globifer est une espèce de lépidoptères (papillons)  de la famille des Sphingidae, de la sous-famille des Smerinthinae, de la tribu des Ambulycini.

## Distribution
L'espèce est connue au Mexique et dans le sud de l'Arizona.

## Systématique
L'espèce Adhemarius globifer a été décrite par l'entomologiste Harrison Gray Dyar, en 1912, sous le nom initial d’Amplypterus globifer.

### Synonymie
- Amplypterus globifer Dyar, 1912 Protonyme

## Biologie
Les adultes volent toute l'année.